# Alexis Bafcop
Joseph Alexis Bafcop est un artiste peintre français né à Cassel (Nord) le 6 novembre 1804 et mort dans la même ville le 9 février 1895.

## Biographie

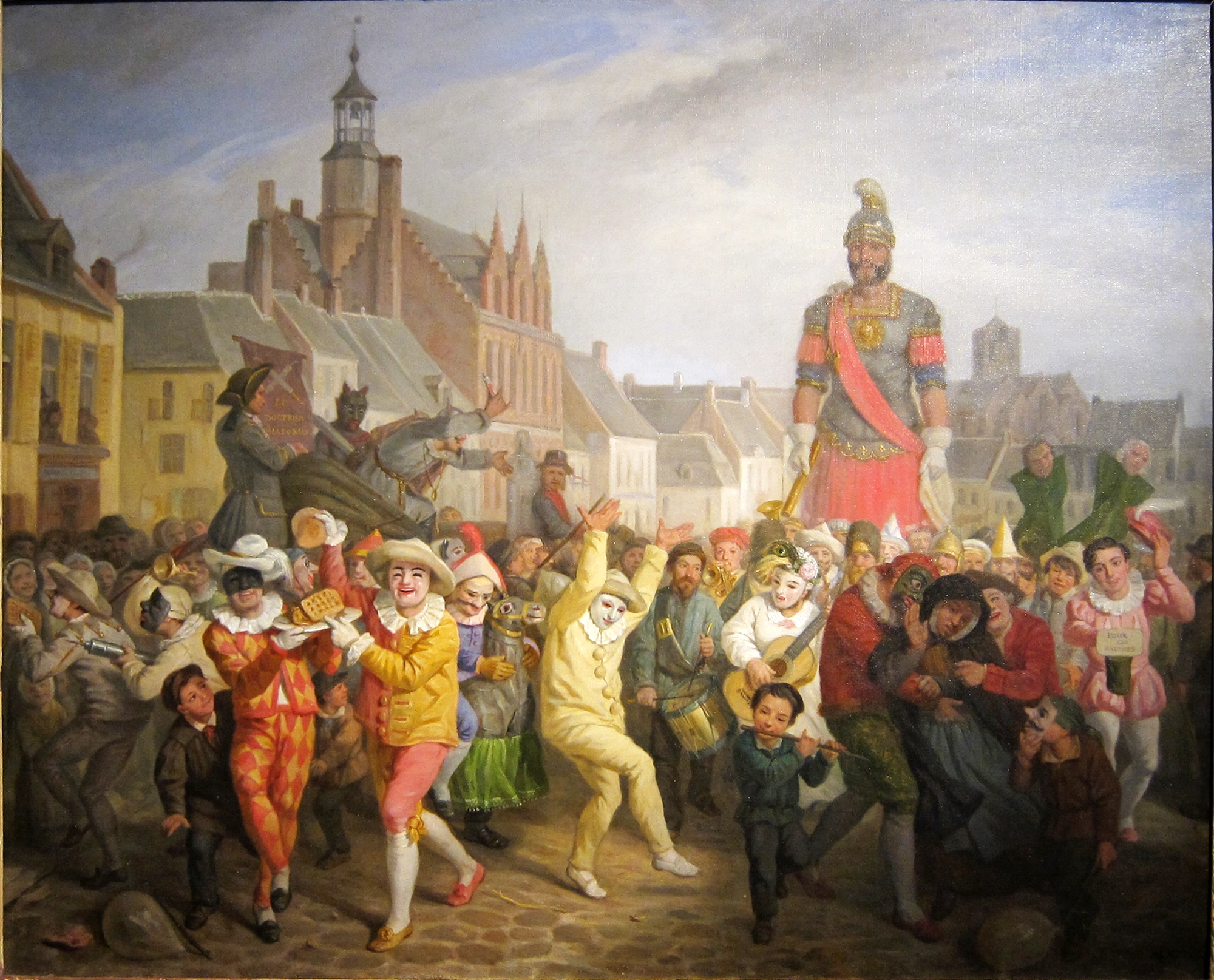
Le carnaval de Cassel, 1876, musée de Flandre

Il est le frère d'Ambroise Bafcop, sculpteur et marchand de drap, et fils d'André Arnould Bafcop, boulanger à Cassel. 
On dispose de peu d'informations sur son enfance : "Ce qui est regrettable c'est que je n'ai rien pu apprendre ni sur son enfance ni sur ses débuts. Bafcop était des plus modestes ; il parlait peu de lui. Son premier professeur, dont on n'a pas su me dire le nom, le fit entrer bien jeune à l'école de peinture d'Anvers qu'il quitta pour se fixer à Paris".
- 1830: médaille d'argent à l'Académie royale des beaux-Arts d'Anvers.
- 1831: présence à Charleville-Mézières
- 1831-1833: voyage en Italie
- 1833: Atelier libre de Suisse (Paris). Il y reçoit les conseils d'Ingres, Abel de Pujol[3]. Médaille de bronze au salon de Valenciennes avec La Purification de La Vierge
- 1837: Médaille d'argent au salon de Douai avec Le bon numéro.
- 1847: participation au Salon de Paris
- 1858: Installation définitive à Cassel

## Œuvres
- 1826: La Nature morte aux huîtres

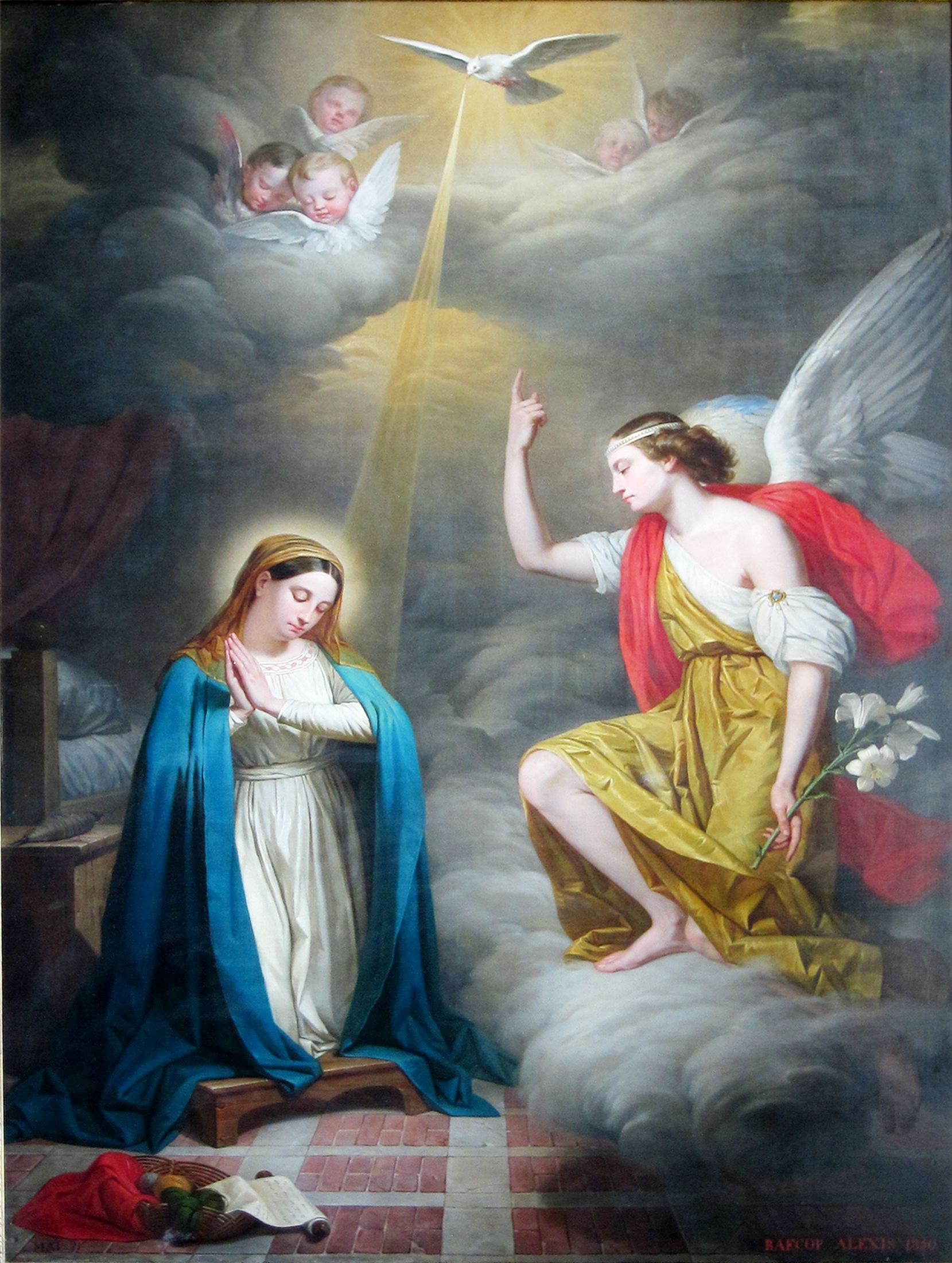
L'annonciation, Collégiale Notre-Dame de la Crypte, Cassel

- 1827: Reuze-Papa avec la collaboration de son frère Ambroise
- 1833: La Purification de La Vierge
- 1836: Le Bon père quêteur
- 1837: Le bon Numéro
- 1839: La mauvais Numéro
- 1840: La Réception du nouveau curé du village en Flandre française
- 1841: Le Retour inattendu
- 1842: La Toilette, musée de Flandre, Cassel
- 1844: La Rose
- 1845: Portrait d'André Houvenaghel
- 1850: Chemin de Croix, église Saint-Amand, Bailleul  ;  L'Annonciation Collégiale Notre-Dame de la Crypte
- 1851: Portrait d'Henriette Mulliez Delsalle, musée de Flandre, Cassel ; Portrait de Casimir Wicart
- 1855: Portrait d'homme
- 1857: Portrait de Benoît De Puydt, musée Benoît de Puydt, Bailleul.
- 1858: Portrait d'une dame de qualité, musée de Flandre, Cassel.

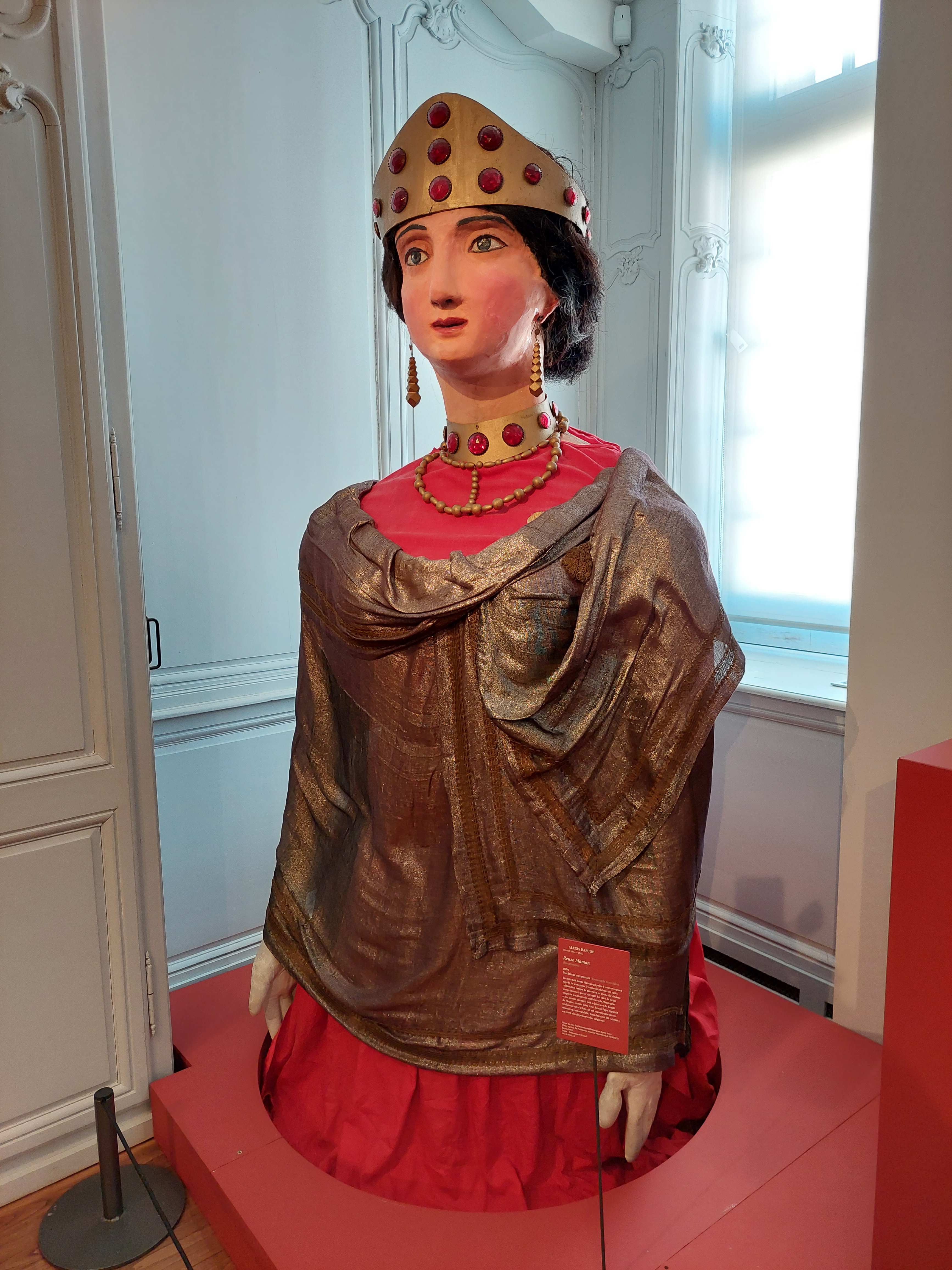
Reuze Maman

- Reuze Maman1860: Reuze-Maman avec la collaboration de son frère Ambroise
- 1862: Remise du rosaire à saint-Dominique
- 1866: Assomption de la Vierge
- 1869: Le Château d'Esquelbecq
- 1876: Le Carnaval de Cassel, musée de Flandre, Cassel ; Apparition du sacré-cœur à sainte Marguerite Marie Alacoque
- 1879: Portrait du chanoine Loviny ; Intérieur de cuisine

SD
La Robe de satin
Scène du Juge
La Lessiveuse vue de profil
La Lessiveuse vue de face